# Il mistero di Julie
Il mistero di Julie è una miniserie televisiva francese del 2004 diretta da Charlotte Brandström ed interpretata da Sarah Biasini.

## Riconoscimenti
- 2005 - International Emmy Awards
  - Nomination Miglior miniserie televisiva

- 2007 - Luchon International Film Festival
  - Grand Prize Series